# کاینچاک
کاینچاک (انگلیسی: Kainchak) یک شهرک در شهرستان کاراایدلسکی استان باشقیرستان کشور روسیه است.